# خانه‌های پرستاری در استرالیا
خانه‌های پرستاری در استرالیا (انگلیسی: Foster care in Australia) به مکان‌هایی گفته می‌شود که انگلستان فرزندان مهاجرینی که به آن کشور آمده بودند را طبق برنامه‌ای به این خانه‌ها در آنجا (استرالیا) می‌فرستاد تا از آنها مراقبت کرده و پرورش دهند.

## تاریخچه
خانه‌های پرستاری (در انگلستان)، جهت کودکانی در نظر گرفته شده که نیاز به مراقبت و حفاظت دارند که پرستاری را هم شامل می‌شود. کودکان و نوجوانانی که قادر به زندگی نزد خانواده خود نیستند، به یک محل اقامت جایگزین نیاز دارند. نگهداری نزد اقوام یا خویشاوندان و خانه‌های پرستاری، نیز نوعی پرستاری بحساب می‌آید. در اکثر موارد کودکانی که در خانه‌های پرستاری نگهداری می‌شوند تحت یک مراقبت و حفاظت منظم قرار دارند. در برخی حالات پس از اینکه ثابت شد که اطفال نیاز به حفاظت کودکی در مکانی باثبات‌تر هستند، تحت مراقبت خانه‌های پرستاری قرار می‌گیرند. برای مثال شرایطی هست که والدین قادر به رسیدگی به فرزند خود نیستند، یا در بحران اختلافات خانوادگی خانه والدین یک مکان امن برای نگهداری کودک نیست. در بیشترین این حالات بدرفتاری با کودک عامل اصلی تعیین‌کننده است.

## مراقبت موقت
مراقبت موقت یک نوع پرستاری موقت کودک است که والدین به دلیل بیماری یا علل دیگر در مدت محدودی قادر به رسیدگی به فرزند خود نیستند، از آن استفاده می‌کنند. در مواردی که خانواده‌ها می‌خواهند که فرزند خود را از حالت وابستگی خانوادگی خارج کرده و برای ورود به جامعه آماده‌تر کنند از پرستاری موقت یا همان خانه پرستاری موقت استفاده می‌کنند. دولتها مسئول تأمین مالی خانه‌های پرستاری همانند اکثریت سازمانهایی که به کودکان خدمات حفاظتی می‌دهند، هستند. در همین حال سازمانهای غیردولتی در سطح وسیعی در این زمینه فعالیت می‌کنند. در سال ۲۰۰۶ تعداد ۲۵۴۵۴ کودک در خانه‌های پرستاری در استرالیا نگهداری می‌شدند. این رقم در مقایسه با تعداد ۲۳۶۹۵ کودک که در سال ۲۰۰۵ در اینگونه خانه‌ها مراقبت می‌شدند یک افزایش ۷ در صدی را نشان می‌دهد.

## کودکان گم شده
حدود ۱۵۰۰۰۰ کودک بریتانیایی به کلنی‌های انگلیس و کشورهای مشترک‌المنافع انگلستان مانند استرالیا فرستاده شدند. این آزمون در حقیقت از اوایل قرن نوزدهم تا سال ۱۹۶۷ ادامه یافت. بسیاری از این کودکان به یتیم‌خانه‌ها، خانه‌های پرستاری و مؤسسات مذهبی فرستاده شدند. اینها بعنوان منبع نیروی کار رایگان مورد استثمار قرار می‌گرفتند. با بسیاری از اینها خیلی بدرفتاری می‌شد ویا به‌فراموشی سپرده می‌شدند. این کودکان را تحت نام یتیم به اینگونه مؤسسات می‌فرستادند در حالیکه بسیاری از آنها یتیم نبودند. این بعد از جنگ جهانی دوم بود که سیاست انگلیس عوض شد وبرنامه اعزام کودکان مهاجر را پیش گرفت. عامل اصلی این تغییر سیاست موضوع پول بود زیرا نگهداری کودکان مهاجرین در خانه‌های پرستاری در کشورهای مشترک‌المنافع برای دولت هزینه کمتری دربرداشت تا مراقبت از آنها در خود انگلستان. حد اقل ۱۰۰۰۰ کودک که برخی از آنها سه ساله بودند به استرالیا فرستاده شدند. عمده آنها در ردیف فراموش شدگان استرالیائی قرار داده شدند، عبارتی که برای کودکانی که در خانه‌های پرستاری و کمپها در قرن بیستم در استرالیا نگهداری می‌شدند بکار برده می‌شد. در میان فراموش شدگان استرالیائی افرادی از نسل ربوده شده وجود داشت، اینها کودکان استرالیایی‌های بومی بودند، که مقامات استرالیایی آنها را بزور از خانواده‌شان جدا کرده و به کمپهای سفید پوستان جهت مراقبت و پرورش می‌سپردند. در سال ۲۰۰۸ نخست‌وزیر استرالیا بنام کوین رود در باره ۵۰۰۰۰۰ هزار تن از فراموش شدگان استرالیائی عذرخواهی کرد و در سال ۲۰۱۰ هم نخست‌وزیر انگلستان بنام گوردون براون از قربانیان برنامه اعزام کودکان مهاجرین به کشورهای مشترک‌المنافع عذرخواهی کرد.

## سیاست کنونی
سیاست کنونی دولت استرالیا تغییر پیدا کرده‌است و آن اینکه کودکان باید در دامان خانواده‌های خودشان نگهداری شوند، و روی این تأکید بسیار است. در مواردی که کودکان به خانه‌های پرستاری سپرده شده‌اند، سعی خواهد شد تا خانواده آنها را پیدا کرده و با هم چفت کنند. در مورد کودکان ربوده شده از خانواده‌های بومیان مرجح است که آنها را به خانواده‌های یا مجامع بزرگتری سپرده شوند.